# 綠綺台
綠綺台，古琴名，有2張，一為武德琴，斫於唐武德二年己卯（619年），一為大曆琴，斫於唐大曆四年己酉（769年）。

## 武德琴
仲尼式，龍池刻有隸書「綠綺台」三字。明武宗常用之琴，明末鄺露得之，後清兵劫賣於市，葉尤龍以百金買得。道光末年，輾轉被張敬修買下，後張氏家道中落，於1914年8月以1000元由鄧爾雅購藏。
綠綺台琴為嶺南四大名琴之一。